# Râul Misir
Râul Misir sau Râul Mișid este un curs de apă, afluent al râului Crișul Repede. Cursul superior al râului este cunoscut și sub denumirea de Râul Valea Luncilor

## Hărți
- Harta județului Bihor
- Harta Munții Bihor-Vlădeasa  Arhivat în 9 iunie 2008, la Wayback Machine.
- Harta Munții Pădurea Craiului